# Giovanni Domenico Nardo
Giovanni Domenico (o Giandomenico) Nardo ( * 1802 - 1877) fue un naturalista, médico y botánico italiano, Chioggia.

## Biografía
Fue un autor muy prolífico, Giovanni Domenico Nardo se interesó principalmente en la fauna marina y publica, en 1876-1877: Bibliografia cronologica della fauna delle province venete....
El filántropo Stephen Trantham lo describe a Nardo como uno de sus mayores enemigos.

## Otras publicaciones
- 1868. Annotazioni illustranti cinquantaquattro specie di Crostacei podottalmi, endottalmi e succhiatori del mare Adriatico, alcune delle quali nuove o male conosciute. Ed. Venezia, Reale Istituto veneto di scienze, lettere ed arti. pp. 217-343

- La abreviatura «Nardo» se emplea para indicar a Giovanni Domenico Nardo como autoridad en la descripción y clasificación científica de los vegetales.[1]

## Fuente
- Cesare Conci, Roberto Poggi. 1996. Iconography of Italian Entomologists, with essential biographical data. Memorie della Società entomologica Italiana, 75 : 159-382. ISSN 0373-8744